# تپه دووز یاتاقی
تپه دووز یاتاقی مربوط به دوره اشکانیان - دوره ساسانیان است و در شهرستان میانه، بخش مرکزی، دهستان کله بوز غربی، ۸۰۰ متری شرق روستای سمکلو واقع شده و این اثر در تاریخ ۱۵ اسفند ۱۳۸۵ با شمارهٔ ثبت ۱۷۹۲۵ به‌عنوان یکی از آثار ملی ایران به ثبت رسیده است.